# Бадажки
Бадажки — деревня в Барабинском районе Новосибирской области. Входит в состав Межозерного сельсовета.

## География
Площадь деревни — 37 гектаров

## История
Основана в 1648 г. В 1926 году состояла из 101 хозяйства, основное население — русские. В составе Круглоозёрского сельсовета Барабинского района Барабинского округа Сибирского края.

## Население
| 1926 | 2002 | 2007 | 2010 |
| ---- | ---- | ---- | ---- |
| 519  | ↘353 | ↗358 | ↘322 |

## Инфраструктура
В деревне по данным на 2006 год функционирует 1 учреждение здравоохранения, 1 образовательное учреждение.